# Mairead Maguireová
Mairead Maguireová, rozená Corriganová (* 27. ledna 1944), je irská mírová aktivistka a spoluzakladatelka organizace Community of Peace People (Obec lidí míru), která měla za cíl mírově ukončit konflikt v Severním Irsku. Spolu s Betty Williamsovou získala v roce 1976 Nobelovu cenu za mír. V roce 2010 se zúčastnila plavby konvoje „Flotila svobody“ směřujícího do Pásma Gazy, který byl zastaven a zadržen Izraelem.